# Yanguas de Eresma
Yanguas de Eresma is een gemeente in de Spaanse provincie Segovia in de regio Castilië en León met een oppervlakte van 24,28 km². Yanguas de Eresma telt 138 inwoners (1 januari 2016).

## Demografische ontwikkeling
Bron: INE, 1857-2011: volkstellingen